# 24826 Pascoli
24826 Pascoli è un asteroide della fascia principale. Scoperto nel 1995, presenta un'orbita caratterizzata da un semiasse maggiore pari a 2,3278702 UA e da un'eccentricità di 0,0994558, inclinata di 6,78539° rispetto all'eclittica.
È dedicato al poeta italiano Giovanni Pascoli.